# Яснотка стеблеобъемлющая
Ясно́тка стеблеобъе́млющая (лат. Lamium amplexicaule) — травянистое растение, вид рода Яснотка семейства Губоцветные (Labiatae).
Родина растения — Европа и Средиземноморье. В настоящее время широко распространилось по всем континентам, во многих регионах является опасным инвазивным видом.

## Ботаническое описание
Однолетник или двулетник с многочисленными четырёхгранными стеблями до 40 см длиной, отходящими об общего основания, приподнимающимися до 10—20(30) см. Листья неравнобокие, округло-почковидные до округлых в очертании, с городчато-зубчатым краем, нижние и средние — 1—3,5 см длиной и 0,7—2,5 см шириной, черешчатые (черешки до 4 см длиной), верхние — глубоко городчато-надрезанные, почковидные в очертании, сидячие, полустеблеобъемлющие.

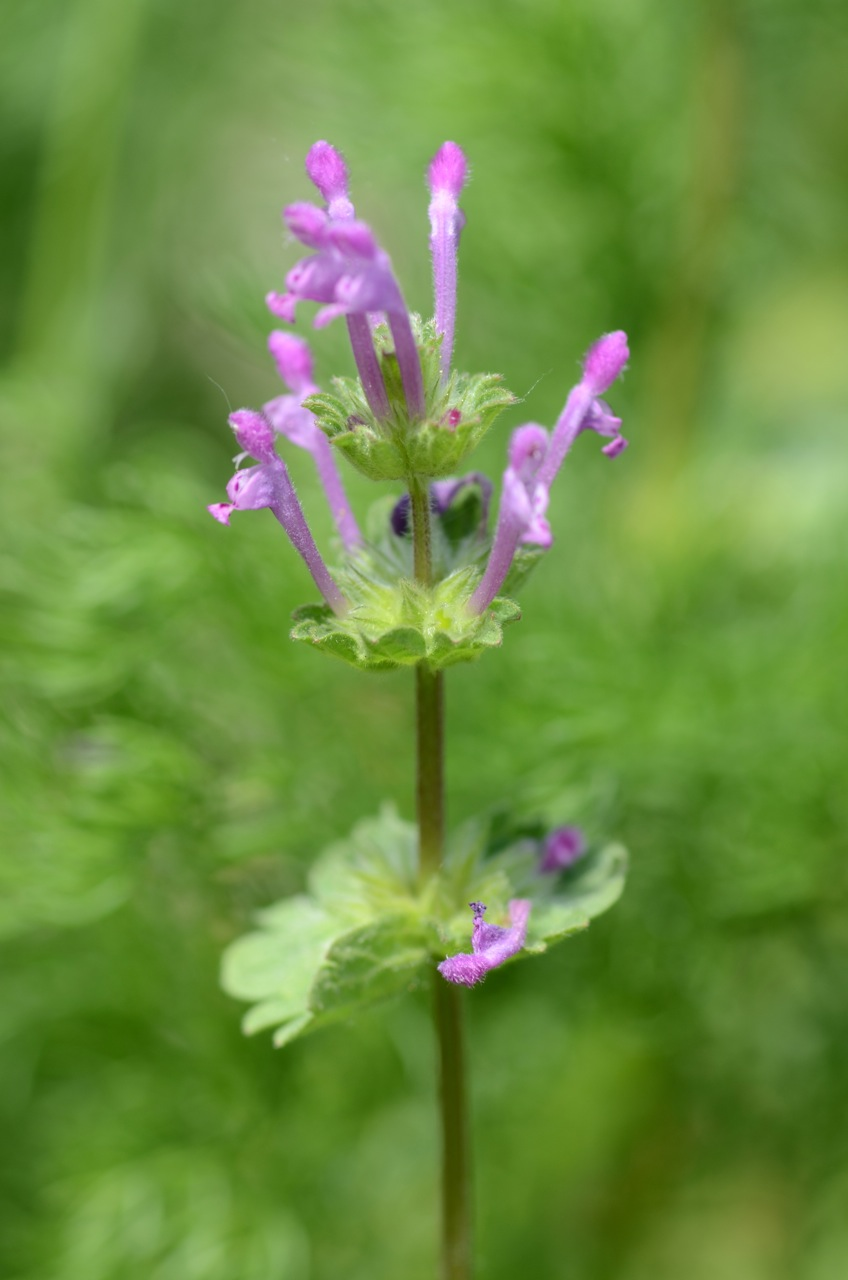
Верхняя часть растения с цветками

Цветки собраны по 6—10 в мутовки в пазухах верхних листьев, с ланцетно-шиловидными прицветничками. Чашечка колокольчатая, покрытая белым опушением, с 5 острыми реснитчатыми зубцами. Венчик окрашен в пурпурные или розовые тона (очень редко белый), 1,8—2,3 см длиной, с тонкой трубкой до 1,3 см длиной. Верхняя губа венчика продолговато-яйцевидная, тупая, нижняя немного превышает верхнюю по длине, покрыта тёмными пятнышками, трёхлопастная: средняя лопасть обратносердцевидная, с выемкой на конце, боковые — мелкие, с одним тупым придатком. Тычиночные нити голые, пыльники покрытые жёсткими волосками.
Плоды — угловатые обратнояйцевидные орешки 2—3×1 мм, покрытые белыми бородавочками.

## Распространение и экология
Вид широко распространён по всей Евразии, за исключением северных частей Сибири, а также в Северной Африке. Часто встречается на лугах, на лесных опушках, как сорное в посевах.

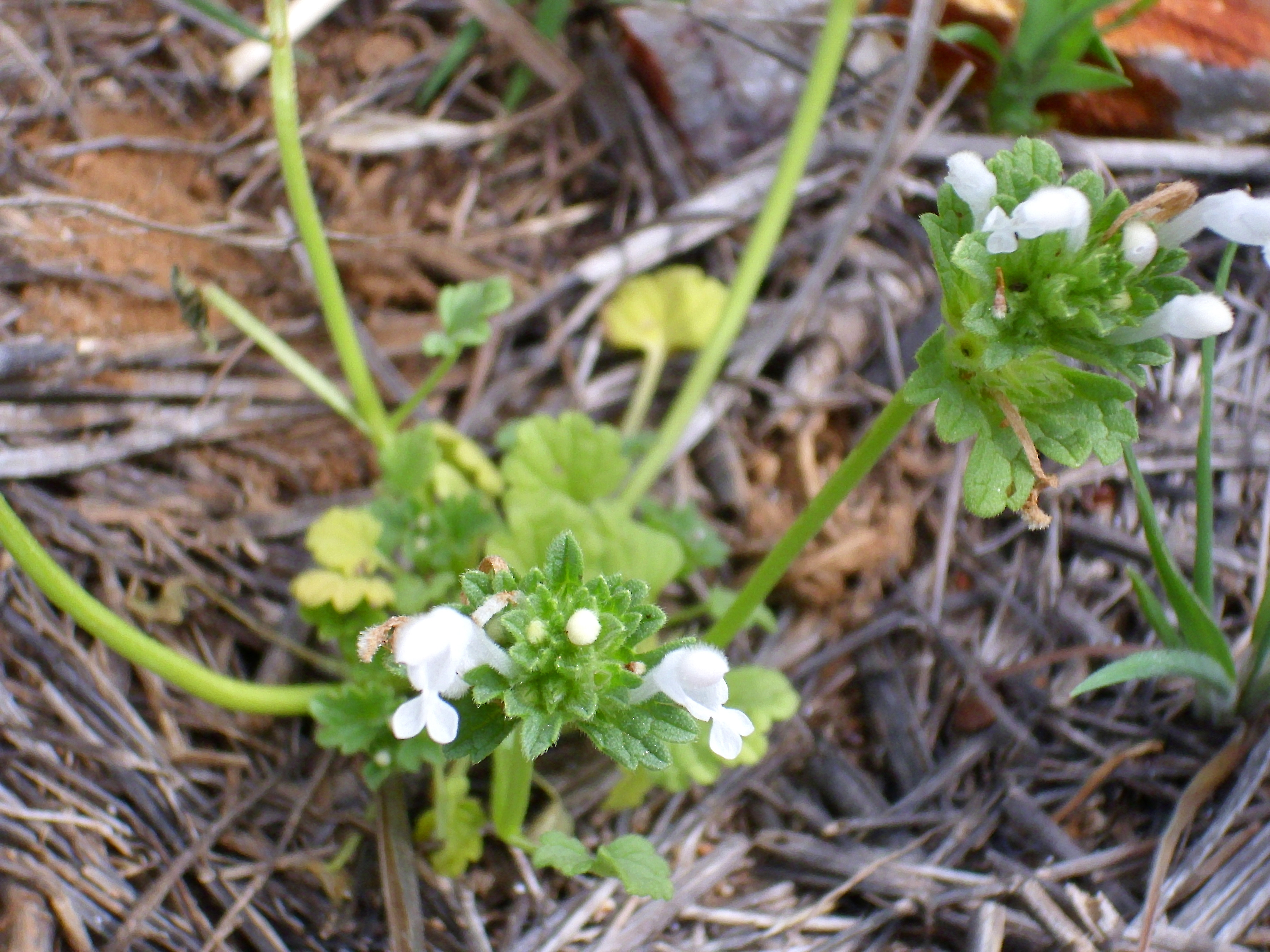
Редкая белоцветковая форма

Завезён в Гренландию, Исландию, на Бермудские острова, в Северную Америку (большинство штатов США и провинций Канады), в Южную Африку (ЮАР, Зимбабве), в Австралию (Новый Южный Уэльс, Квинсленд, Южная Австралия) и Новую Зеландию. Во многих странах внесён в списки опасных инвазивных видов.

## Классификация

### Таксономия
Lamium amplexicaule L., 1753, Sp. Pl. : 579
Вид Яснотка стеблеобъемлющая относится к роду Яснотка (Lamium) семейства Яснотковые (Lamiaceae) порядка Ясноткоцветные (Lamiales), который последовательно входит в вышестоящие клады Ламииды → Астериды → Суперастериды → Эвдикоты → Цветковые растения. Таксономическая схема в соответствии с Системой APG IV по состоянию на декабрь 2023 года:
|  |                          |  |                                   |                                   |                      |  | еще 23 семейства | еще 23 семейства |                              |  |                          |  | еще 29 подтвержденных видов и 16 видов, ожидающих подтверждения | еще 29 подтвержденных видов и 16 видов, ожидающих подтверждения |  |
|  |                          |  |                                   |                                   |                      |  | еще 23 семейства | еще 23 семейства |                              |  |                          |  | еще 29 подтвержденных видов и 16 видов, ожидающих подтверждения | еще 29 подтвержденных видов и 16 видов, ожидающих подтверждения |  |
|  |                          |  |                                   | порядок Ясноткоцветные            |                      |  |                  |                  | род Яснотка                  |  |                          |  |                                                                 |                                                                 |  |
|  |                          |  |                                   | порядок Ясноткоцветные            |                      |  |                  |                  | род Яснотка                  |  | 6 внутривидовых таксонов |  |                                                                 |                                                                 |  |
|  | клада Цветковые растения |  |                                   |                                   | семейство Яснотковые |  |                  |                  | вид Яснотка стеблеобъемлющая |  |                          |  |                                                                 |                                                                 |  |
|  | клада Цветковые растения |  |                                   |                                   |                      |  |                  |                  |                              |  |                          |  |                                                                 |                                                                 |  |
|  |                          |  | ещё 63 порядка цветковых растений | ещё 63 порядка цветковых растений |                      |  |                  | еще 267 родов    | еще 267 родов                |  |                          |  |                                                                 |                                                                 |  |
|  |                          |  |                                   | ещё 63 порядка цветковых растений |                      |  |                  |                  | еще 267 родов                |  |                          |  |                                                                 |                                                                 |  |

### Внутривидовые таксоны
- Lamium amplexicaule subsp. amplexicaule
- Lamium amplexicaule subsp. mauritanicum (Gand. ex Batt.) Maire
- Lamium amplexicaule var. allepicum (Boiss. & Hausskn.) Bornm.
- Lamium amplexicaule var. bornmuelleri Mennema
- Lamium amplexicaule var. incisum Boiss.
- Lamium amplexicaule var. orientale (Pacz.) Mennema

### Синонимы
- Galeobdolon amplexicaule Moench
- Lamiella amplexicaulis Fourn.
- Lamiopsis amplexicaulis Opiz
- Lamium amplexicaule f. amplexicaule
- Lamium amplexicaule var. albiflorum Tubilla & Lázaro Ibiza
- Lamium amplexicaule var. album Pickens & M.C.W.Pickens
- Lamium amplexicaule var. amplexicaule
- Lamium amplexicaule var. arenicola P.Monts.
- Lamium amplexicaule var. breviflorum Coss. & Germ.
- Lamium amplexicaule var. calyciflorum Ten.
- Lamium amplexicaule var. clandestinum Rchb.
- Lamium amplexicaule var. cryptanthum Cariot
- Lamium lassithiense Coustur. & Gand.
- Lamium mesogaeon Heldr. ex Boiss.
- Lamium rumelicum Velen.
- Lamium stepposum Kossko ex Klokov
- Lamium stepposum Kossko ex Klok.
- Pollichia amplexicaulis (L.) Willd.